# 鬆軟土

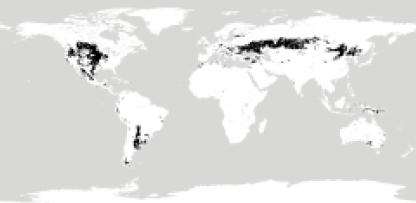
鬆軟土的全球分佈

鬆軟土，又稱黑沃土，常分佈于中緯度的半乾旱到半濕潤的地區，特別是草原地帶。形成鬆軟土的主要機制是分解及腐殖化等。因此其擁有富含有機質的身後的A層，深度可到60—80（24—31英寸），這一層也被叫做“鬆軟表層”，是最典型的鬆軟土特徵。
鬆軟土的古地質學記錄歷史不早於始新世。其形成與之後全球氣候變冷變乾有密切聯繫。

## 相關聯結
- 黃土
- 紅土
- 黑鈣土
- 台灣土壤